# Шейхов, Шуа Насрулла оглы
Шуа Насрулла оглы Шейхов (азерб. Şua Nəsrulla oğlu Şeyxov; 7 ноября 1905, Нахичевань, Кавказское наместничество — 27 января 1970, Баку) — азербайджанский советский театральный режиссёр и кинорежиссёр. Заслуженный артист Азербайджанской ССР (1943). Отец Народной артистки Азербайджана Натаван Шейховой.

## Биография
Шуа Насрулла оглы Шейхов родился 7 ноября 1905 года в городе Нахичевани в семье азербайджанского просветителя и театрального деятеля Насруллы Асад оглы Шейхова. У Шуа Шейхова было три брата: Асад, Эйнулла и Иззет. В 1921 году отец Шейхова трагически погиб в иранском городе Решт. Дети рано потеряли и мать. В 1937 году работавший на высоких должностях старший брат Шуа Шейхова был подвергнут репрессиям и расстрелян.
Учился в Москве у впоследствии репрессированного режиссёра Всеволода Мейерхольда, из-за чего долгие годы подвергался преследованиям. Окончил режиссёрский факультет ВГИКа.
Работал в Театре юного зрителя и в Физулинском драматическом театре. Был режиссёром художественных фильмов «Не та, так эта» (1956, совместно с Гасаном Сеидзаде), «Тени ползут» (1958, совместно с Исмаилом Эфендиевым) и «Странная история» (1960). Снимал также документальные фильмы, такие как «Орденоносный Азербайджан» (1938, совместно с Рзой Тахмасибой, Григорием Брагинским и А. Конестаниновым), «Народный поэт» (1947), «Это удобно, выгодно, надежно» (1949) и др.
В 1937 году под руководством Шейхова художественный фильм «Чапаев» (Ленфильм, 1934) был дублирован с русского на азербайджанский язык. Таким образом в Азербайджане был создан первый дублированный фильм. В этой работе участвовали выдающиеся актёры того времени. Роль Чапаева озвучивал актёр Меджид Шамхалов, а Петьку — сам Шейхов.
Скончался 27 января 1970 года.

## Личная жизнь
- Супруга — Алия[2];
  - Сын — Назим, киноинженер[2];
  - Дочь — Натаван, доцент Бакинской музыкальной академии. Народная артистка Азербайджана[2];
  - Дочь — Дагмара, филолог[2];
  - Сын — Ариф, получил образование кинорежиссёра, живёт в Иерусалиме[2].

## Постановки в театре
В Азербайджанском театре юного зрителя
- «Трудное ущелье» (Саттар Ахундов)
- «Тарлан» (Джалал Мамедов, Мирпаша Мириев)
- «Визирь Ленкоранского ханства» (Мирза Фатали Ахундов)
- «Молодой партизан» (Надежда Филиппова)
- «Продолжение следует» (Брунштейн)

В Физулинском драматическом театре
- «Любовь и месть» (Сулейман Сани Ахундов)
- «Жадина» (Сулейман Сани Ахундов)
- «Гаджи Гамбар» (Наджаф-бек Везиров)
- «Севиль» (Джафар Джаббарлы)
- «Алмас» (Джафар Джаббарлы)

## Фильмография
| Год  |     | Название                     | Роль                |
| ---- | --- | ---------------------------- | ------------------- |
| 1938 | док | Орденоносный Азербайджан     | режиссёр            |
| 1947 | док | Народный поэт                | режиссёр            |
| 1949 | док | Это удобно, выгодно, надежно | режиссёр            |
| 1950 | док | Слава труду!                 | режиссёр            |
| 1950 | док | Враги здоровья               | режиссёр            |
| 1952 | док | Разведчики нефти             | режиссёр            |
| 1954 | док | Родному народу               | режиссёр            |
| 1955 | док | На передовом совхозе         | режиссёр            |
| 1956 | ф   | Не та, так эта               | режиссёр            |
| 1958 | ф   | Тени ползут                  | режиссёр            |
| 1960 | кор | Странная история             | режиссёр            |
| 1962 | док | Фабрика одежды               | режиссёр            |
| 1964 | док | С добрым утром, Баку!        | режиссёр            |
| 1967 | док | Народные таланты             | режиссёр, сценарист |